# Championnats du monde de gymnastique rythmique 2011
Navigation
Moscou 2010 Kiev 2013
Les 31es Championnats du monde de gymnastique rythmique  ont lieu du 19 au 26 septembre à Montpellier en France. Il s'agit de la troisième édition se déroulant en France après 1983 et 1994. Mais en revanche, c'est la première fois que Montpellier accueille la compétition.

## Podiums
| Épreuves                                           | Or | Argent                                                                                                  | Bronze |
| -------------------------------------------------- | --- | --- | --- |
| Finales individuelles et par équipe                | | | |
| Ballon résultats détaillés                         | Evguenia Kanaïeva                                                                                               | Daria Kondakova                                                                                         | Liubou Charkashyna                                                                                              |
| Cerceau résultats détaillés                        | Evguenia Kanaïeva                                                                                               | Daria Kondakova                                                                                         | Neta Rivkin |
| Massues résultats détaillés                        | Evguenia Kanaïeva                                                                                               | Daria Kondakova                                                                                         | Silviya Miteva                                                                                                  |
| Ruban résultats détaillés                          | Evguenia Kanaïeva                                                                                               | Daria Kondakova                                                                                         | Silviya Miteva                                                                                                  |
| Concours général individuel résultats détaillés    | Evguenia Kanaïeva                                                                                               | Daria Kondakova                                                                                         | Aliya Garayeva                                                                                                  |
| Concours général par équipe résultats détaillés    | Russie Evguenia Kanaïeva Daria Kondakova Daria Dmitrieva Aleksandra Merkoulova                                  | Biélorussie Liubou Charkashyna Melitina Staniouta Aliaksandra Narkevich Hanna Rabtsava                  | Ukraine Alina Maksimenko Ganna Rizatdinova Viktoria Mazur Viktoriia Shynkarenko                                 |
| Finales en groupe                                  | | | |
| Groupe : 5 ballons résultats détaillés             | Russie Uliana Donskova Anastasia Nazarenko Ksenia Dudkina Olga Ilina Natalia Pichuzhkina Alina Makarenko        | Italie Elisa Blanchi Marta Pagnini Romina Laurito Andreea Stefanescu Angelika Savrayuk Elisa Santoni    | Bulgarie Reneta Kamberova Mihaela Maevska Elena Todorova Hristiana Todorova Katrin Velkova Tsvetelina Naydenova |
| Groupe : 3 rubans + 2 cerceaux résultats détaillés | Bulgarie Reneta Kamberova Mihaela Maevska Elena Todorova Hristiana Todorova Katrin Velkova Tsvetelina Naydenova | Italie Elisa Blanchi Marta Pagnini Romina Laurito Andreea Stefanescu Angelika Savrayuk Elisa Santoni    | Israël Moran Buzovski Viktoriya Koshel Noa Palatchy Marina Shults Polina Zakaluzny Eliora Zholhovsky            |
| Concours général en groupe résultats détaillés     | ITA Marta Pagnini Andreea Stefanescu Elisa Santoni Elisa Blanchi Romina Laurito Anzhelika Savrayuk              | RUS Ksenia Dudkina Olga Ilina Natalia Pitchoujkina Ouliana Donskova Alina Makarenko Anastasia Nazarenko | BUL Reneta Kamberova Mihaela Maevska Tsvetelina Naydenova Hristiana Todorova Elena Todorova Katrin Velkova      |

## Résultats détaillés

### Finales individuelles et par équipe

#### Concours général individuel
| Place              | Name                                 |             |             |             |             | Total   |
| ------------------ | ------------------------------------ | ----------- | ----------- | ----------- | ----------- | ------- |
| Médaille d'or      | Evguenia Kanaïeva (RUS)              | 29.200 (2)  | 28.550 (1)  | 29.400 (1)  | 29.500 (1)  | 116.650 |
| Médaille d'argent  | Daria Kondakova (RUS)                | 29.450 (1)  | 28.500 (2)  | 29.350 (2)  | 29.300 (2)  | 116.600 |
| Médaille de bronze | Aliya Garayeva (AZE)                 | 28.175 (4)  | 27.700 (6)  | 28.125 (4)  | 28.450 (3)  | 112.450 |
| 4                  | Liubou Charkashyna (BLR)             | 27.900 (5)  | 28.200 (4)  | 28.000 (6)  | 28.100 (4)  | 112.200 |
| 5                  | Alina Maksymenko (UKR)               | 28.350 (3)  | 27.425 (9)  | 28.050 (5)  | 27.750 (6)  | 111.575 |
| 6                  | Melitina Staniouta (BLR)             | 26.950 (9)  | 27.725 (5)  | 27.925 (8)  | 27.650 (7)  | 110.250 |
| 7                  | Silviya Miteva (BUL)                 | 25.600 (20) | 28.325 (3)  | 28.350 (3)  | 27.950 (5)  | 110.225 |
| 8                  | Joanna Mitrosz (POL)                 | 27.400 (7)  | 27.125 (11) | 27.350 (9)  | 27.125 (11) | 109.000 |
| 9                  | Ulyana Trofimova (UZB)               | 27.400 (7)  | 27.550 (7)  | 26.125 (15) | 27.300 (10) | 108.375 |
| 10                 | Neta Rivkin (ISR)                    | 26.300 (16) | 27.200 (10) | 28.000 (6)  | 26.425 (15) | 107.925 |
| 11                 | Son Yeon-Jae (KOR)                   | 26.625 (10) | 27.075 (12) | 27.150 (10) | 26.900 (12) | 107.750 |
| 12                 | Delphine Ledoux (FRA)                | 27.500 (6)  | 26.950 (13) | 25.625 (22) | 27.450 (8)  | 107.525 |
| 13                 | Deng Senyue (CHN)                    | 26.475 (12) | 26.700 (14) | 26.175 (14) | 26.550 (13) | 105.900 |
| 14                 | Julieta Cantaluppi (ITA)             | 26.325 (15) | 26.700 (14) | 26.075 (17) | 26.475 (14) | 105.575 |
| 15                 | Caroline Weber (AUT)                 | 26.550 (11) | 26.350 (16) | 26.475 (12) | 26.125 (17) | 105.500 |
| 16                 | Anna Alyabyeva (KAZ)                 | 23.700 (24) | 27.550 (7)  | 26.500 (11) | 27.450 (8)  | 105.200 |
| 17                 | Alexandra Piscupescu (ROU)           | 26.350 (14) | 26.350 (16) | 26.000 (19) | 26.250 (16) | 104.950 |
| 18                 | Ganna Rizatdinova (UKR)              | 26.375 (13) | 26.000 (18) | 26.225 (13) | 25.100 (24) | 103.700 |
| 19                 | Laura Jung (GER)                     | 26.125 (17) | 25.575 (24) | 26.050 (18) | 25.775 (19) | 103.525 |
| 20                 | Dóra Vass (HUN)                      | 25.750 (19) | 25.900 (20) | 25.750 (21) | 25.725 (22) | 103.125 |
| 21                 | Chrystalleni Trikomiti (CYP)         | 25.950 (18) | 25.950 (19) | 25.250 (24) | 25.750 (20) | 102.900 |
| 22                 | Runa Yamaguchi (JPN)                 | 25.200 (21) | 25.850 (22) | 25.500 (23) | 25.950 (18) | 102.500 |
| 23                 | Varvara Filiou (GRE)                 | 25.075 (22) | 25.800 (20) | 26.075 (17) | 25.700 (23) | 102.375 |
| 24                 | Carolina Rodriguez Ballesteros (ESP) | 23.800 (23) | 25.900 (20) | 26.100 (16) | 25.750 (20) | 101.550 |

#### Massues
| Rang               | Gymnaste                 | Dif.  | Art.  | Exé.  | Pén. | Total  |
| ------------------ | ------------------------ | ----- | ----- | ----- | ---- | ------ |
| Médaille d'or      | Evgenia Kanaeva (RUS)    | 9.900 | 9.900 | 9.800 |      | 29.600 |
| Médaille d'argent  | Daria Kondakova (RUS)    | 9.700 | 9.900 | 9.700 |      | 29.300 |
| Médaille de bronze | Silviya Miteva (BUL)     | 9.400 | 9.500 | 9.400 |      | 28.300 |
| 4                  | Aliya Garayeva (AZE)     | 9.400 | 9.450 | 9.250 |      | 28.100 |
| 5                  | Neta Rivkin (ISR)        | 9.300 | 9.350 | 9.300 |      | 27.950 |
| 6                  | Alina Maksymenko (UKR)   | 9.225 | 9.400 | 9.250 |      | 27.875 |
| 7                  | Melitina Staniouta (BLR) | 9.150 | 9.400 | 9.300 |      | 27.850 |
| 8                  | Liubou Charkashyna (BLR) | 9.000 | 9.250 | 8.850 |      | 27.100 |

### Finales en groupes

#### Concours général en groupe
La compétition s'est tenue le samedi 24 septembre à 15:00 (heure locale).

Les six premières équipes sont qualifiées pour les Jeux olympiques de 2012 tandis que les rangs 7 à 12 participeront à la pré-qualification.
| Place              | Nation       | 5           | 3 + 2       | Total  |
| ------------------ | ------------ | ----------- | ----------- | ------ |
| Médaille d'or      | Italie       | 27.350 (2)  | 27.800 (1)  | 55.150 |
| Médaille d'argent  | Russie       | 27.250 (3)  | 27.600 (2)  | 54.850 |
| Médaille de bronze | Bulgarie     | 26.800 (4)  | 27.325 (3)  | 54.125 |
| 4                  | Biélorussie  | 27.525 (1)  | 25.325 (12) | 52.850 |
| 5                  | Japon        | 26.250 (6)  | 26.475 (6)  | 52.725 |
| 6                  | Allemagne    | 26.200 (7)  | 26.475 (5)  | 52.675 |
| 7                  | Ukraine      | 26.000 (9)  | 25.850 (9)  | 51.850 |
| 8                  | Suisse       | 25.525 (11) | 26.300 (7)  | 51.825 |
| 9                  | France       | 26.125 (8)  | 25.650 (10) | 51.775 |
| 10                 | Israël       | 25.025 (14) | 26.675 (4)  | 51.700 |
| 11                 | Grèce        | 25.825 (10) | 25.050 (15) | 50.875 |
| 12                 | Espagne      | 26.500 (5)  | 24.000 (17) | 50.500 |
| 13                 | Azerbaïdjan  | 25.350 (12) | 25.100 (13) | 50.450 |
| 14                 | Hongrie      | 25.050 (13) | 25.100 (14) | 50.150 |
| 15                 | Pologne      | 24.450 (17) | 25.500 (11) | 49.950 |
| 16                 | Chine        | 23.900 (19) | 25.950 (8)  | 49.850 |
| 17                 | Canada       | 24.775 (15) | 24.175 (16) | 48.950 |
| 18                 | Ouzbékistan  | 24.225 (18) | 23.575 (19) | 47.800 |
| 19                 | Autriche     | 23.825 (21) | 23.775 (18) | 47.600 |
| 20                 | États-Unis   | 24.775 (15) | 21.650 (24) | 46.425 |
| 21                 | Corée du Sud | 23.850 (20) | 22.550 (20) | 46.400 |
| 22                 | Brésil       | 23.650 (22) | 21.875 (23) | 45.525 |
| 23                 | Finlande     | 22.650 (23) | 21.950 (22) | 44.600 |
| 24                 | Kazakhstan   | 20.450 (24) | 22.200 (21) | 42.650 |

#### Groupe: 5 ballons
| Rang               | Nom         | Dif.  | Art.  | Exe.  | Pen. | Total  |
| ------------------ | ----------- | ----- | ----- | ----- | ---- | ------ |
| Médaille d'or      | Russie      | 9.250 | 9.600 | 9.150 |      | 28.000 |
| Médaille d'argent  | Italie      | 8.750 | 9.350 | 8.900 |      | 27.000 |
| Médaille de bronze | Bulgarie    | 8.800 | 9.350 | 8.800 |      | 26.950 |
| 4                  | Biélorussie | 8.750 | 9.275 | 8.750 |      | 26.775 |
| 5                  | Japon       | 8.775 | 9.100 | 8.700 |      | 26.575 |
| 6                  | Espagne     | 8.775 | 9.000 | 8.750 |      | 26.525 |
| 7                  | Allemagne   | 8.750 | 9.050 | 8.700 |      | 26.500 |
| 8                  | France      | 8.500 | 8.900 | 8.600 |      | 26.000 |

#### Groupe: 3 rubans + 2 cerceaux
| Rang               | Nom       | Dif.  | Art.  | Exe.  | Pen.  | Total  |
| ------------------ | --------- | ----- | ----- | ----- | ----- | ------ |
| Médaille d'or      | Bulgarie  | 8.900 | 9.400 | 9.100 |       | 27.400 |
| Médaille d'argent  | Italie    | 8.600 | 9.400 | 8.725 |       | 26.725 |
| Médaille de bronze | Israël    | 8.750 | 9.200 | 8.725 |       | 26.675 |
| 4                  | Suisse    | 8.500 | 8.800 | 8.550 |       | 25.850 |
| 5                  | Allemagne | 8.450 | 8.800 | 8.325 |       | 25.575 |
| 6                  | Russie    | 8.450 | 8.900 | 7.850 | 0.200 | 25.000 |
| 7                  | Japon     | 8.400 | 8.550 | 7.950 | 0.400 | 24.500 |
| 8                  | Chine     | 8.075 | 8.100 | 7.500 | 0.050 | 23.625 |

## Tableau des médailles
| Rang | Nation      | Or | Argent | Bronze | Total |
| ---- | ----------- | -- | ------ | ------ | ----- |
| 1    | Russie      | 7  | 6      | 0      | 13    |
| 2    | Italie      | 1  | 2      | 0      | 3     |
| 3    | Bulgarie    | 1  | 0      | 4      | 5     |
| 4    | Biélorussie | 0  | 1      | 1      | 2     |
| 5    | Israël      | 0  | 0      | 2      | 2     |
| 6    | Azerbaïdjan | 0  | 0      | 1      | 1     |
| 6    | Ukraine     | 0  | 0      | 1      | 1     |